# Rock Rendez-Vous
O Rock Rendez-Vous  (também conhecido por RRV) foi um dos mais conhecidos clubes de Lisboa, no Bairro do Rego, Portugal, durante a década de 1980 e inícios de 90, do século XX.

## História
O RRV foi considerado um dos mais importantes espaços da música Rock em Portugal durante os anos 1980, sendo hoje recordado como um lugar mítico do Rock em Portugal. Localizava-se no antigo cinema Universal, na Rua da Beneficência, 175, em Lisboa. A abertura, deu-se a 18 de dezembro de 1980,  com um concerto do "Pai do Rock Portugues", Rui Veloso. Foi encerrado em 1983, mas logo a seguir, foi feita uma petição para reabrir o clube, obtendo o efeito pretendido. Encerrou definitivamente a 27 de Julho de 1990 e foi demolido.
O RRV foi um centro de divulgação da música pop rock e rock alternativo, promoveu concertos de muitos nomes grandes da música portuguesa tais como, Xutos & Pontapés, Go Graal Blues Band, Aqui d'el-Rock, UHF, IODO, Jafumega, GNR, Heróis do Mar, Delfins, Táxi, Radar Kadafi, ZEM, Quinta do Bill, Mler Ife Dada, URB, Ban e More Republica Masónica, TumTá TumTum, Dead Dream Factory entre outros.
A nível internacional, divulgou grandes bandas da música anglo-saxónica tais como,  Teardrop Explodes, Killing Joke, Echo & the Bunnymen, The Chameleons, Danse Society, The Raincoats, The Sound ou The Lords of the New Church.
Em 1984, o RRV promoveu o 1º Concurso de Música Moderna, que atingiu grande sucesso no circuito musical Português e que durante anos serviram de montra ao que de mais inovador era efectuado pelos jovens músicos portugueses. Teve 6 edições (de 1984 a 1989) e uma 7ª edição (em 1994), realizada no Cinema Condes, com o apoio da RTP.

### Concurso de Música Moderna
O 1º Concurso de Música Moderna, organizado pelo RRV, aconteceu em 1984, numa altura em que os grupos portugueses não conseguiam grande aceitação no mercado discográfico. A única exigência era que os grupos participantes não tivessem qualquer gravação comercial, pretendendo-se assim revelar novas bandas.
- Os vencedores do 1ª concurso foram os Mler Ife Dada. Nos lugares seguintes ficaram os Culto da Ira, Croix Sainte, TumTá TumTum, Dead Dream Factory.
- Os THC venceram o 2º concurso. Nos lugares seguintes ficaram URB, Projecto Azul, Prece Oposto, Radar Kadafi e Linha Geral. Os Pop Dell'Arte foram os vencedores do Prémio de Originalidade.
- Os Rongwrong foram os vencedores do 3º concurso. Os outros finalistas foram os Essa Entente, Seres, Dínamo Ibérica, Aix La Chapelle e D'Age. O prémio Originalidade foi atribuído aos Mão Morta.
- Os Requiem Pelos Vivos venceram o 4º concurso. Morituri e Tranz It ficaram nos lugares seguintes. O prémio da Originalidade foi para os Melleril de Nembutal.
- No 5º concurso chegaram à final os grupos Easy Gents (que depois mudariam de nome para Ritual Tejo), Sitiados e Agora Colora. Foi editada uma colectânea com as 8 bandas presentes nas meias finais. O patrocinador deste 5º concurso comprometeu-se a comprar 10 mil exemplares da colectânea fazendo com que o disco à saída já fosse disco de prata.
- Os PETROMAX alcançaram o 1º lugar do Concurso com a "Música X", letra de João Coito e música de José Vicente. Com João Mário (voz) José Vicente (guitarra), António Sobral (baixo), Rui Martins, ex saxofonista dos Santos e Pecadores (saxofone), Jorge Martins (teclas) e o baterista dos Sitiados "emprestado".
- Em 1989, os Lobo Meigo venceram o 6º concurso. Nos lugares seguintes ficaram os Clandestinos e Flávio Com F De Folha.
- Em 1994,  foi realizado o sétimo (e último) concurso do Rock Rendez-Vous, organizado pela RTP. Os Drowning Men (que depois mudariam de nome para Geração X e mais tarde em 2010 com admissão de novos elementos, alteraram o nome para Os Vultos), foram os vencedores, ficando nos postos seguintes os Jardim Letal (ex-Swallow Rage) e os Neura. Os três grupos finalistas tiveram como prémio a gravação de um CD de oito temas cada para a Dansa do Som. Os Ornatos Violeta venceram o prémio de originalidade.

## Dansa do Som
A Editora Dansa do Som, foi criada depois do 1º Concurso de Música Moderna.
Com o encerramento do RRV, a Dansa do Som desistiu dos concursos por falta de espaço apropriado à sua realização. Embora os responsáveis ainda estivessem ligados ao concurso "Aqui d'El Rock", transmitido pela RTP. Em 1994, a Dansa do Som retomou a organização dos Concursos de Música Moderna que serviu de comemoração do 10º aniversário dos mesmos.